# ビリー・ワイルダー
ビリー・ワイルダー（Billy Wilder、1906年6月22日 - 2002年3月27日）は、アメリカ合衆国の映画監督、脚本家、プロデューサー。50年以上映画に関わり、60本もの作品に携わった。本名はSamuel Wilder（ドイツ語読みでザムエル・ヴィルダー）。

## 生涯
（名前が知られる以前の逸話は当人の談話以外のものが少なく、言及に注意が必要である）

### 青年時代
鉄道駅構内のカフェ・レストランを経営するユダヤ系のマックス・ヴィルダー（Max Wilder）を父に、おなじくユダヤ系のオイゲーニア・バルディンガー（Eugenia Baldinger）を母に、オーストリア＝ハンガリー帝国領ガリツィア、ベスキド地方スハ・ベスキツカ（Sucha Beskidzka、ドイツ語ズーハ、現在ポーランドのマウォポルスカ県）で生まれた。2人兄弟の次男坊だった。アメリカ贔屓でニューヨークにもしばらく滞在していたことのある母親から西部劇の主人公バッファロー・ビルやワイルド・ビル・ヒコックから取ってビリーとあだ名をつけられる。
父親はビリーを法律家にさせたかったが、試験には受かったものの大学には進学せず、新聞記者としていろいろなスポーツや映画関係の記事を書く。1926年、ウィーンにコンサートツアーのために来ていたジャズ・ミュージシャンのポール・ホワイトマンのインタビューがきっかけで仲良くなり、今後もコンサート評を書いて欲しいという彼の誘いで次のコンサート開催地であるドイツのベルリンに移り住んだワイルダーは、ベルリンの新聞社に入社後、連載記事のためにダンス・ホールのジゴロに扮して、その経験を記事にして生活していたという。

### 脚本家デビュー
21歳の時、映画の脚本家として仕事を始めたが、当初は家賃も払えず、野宿したり友達の家に転がり込んだりなど極貧生活だったという。1928年に父親がベルリンで腸閉塞で亡くなる。ニューヨークで事業に成功したビリーの兄に会うためのアメリカ旅行からの帰路で、息子のビリーを訪ねた折の出来事であった。
1929年、『悪魔の記者』ではじめて名前がクレジットされる。また同年、当時はまだアマチュアだったロバート・シオドマク監督の『日曜日の人々』に参加。スタッフのほとんどが映画製作未経験者だったものの、観客にも批評家にも賞賛され、注目を集める。ちなみに本作の撮影助手をつとめていたのが、のちにワイルダーと並ぶ名監督となったフレッド・ジンネマンだった。
『日曜日の人々』の成功で、ワイルダーはドイツ最高の映画会社ウーファへ招かれ、『少年探偵団』（1931年）や『街の子スカンボロ』（1932年）といった脚本を執筆、いずれもヒット作となった。
しかし、1933年、アドルフ・ヒトラー率いるナチスが台頭してきたため、ユダヤ系のワイルダーはフランスへ亡命。亡命のきっかけは、ナチスにより共産党の計画的犯行と断定されたドイツ国会議事堂放火事件で、まだ議事堂が燃えている間にワイルダーは急いで荷造りし、その当時交際していた女性と共にドイツを発ったという。
同じくドイツ移住組の俳優ピーター・ローレや、作曲家のフランツ・ワックスマンらとパリ市内のホテル・アンソーニアで共同生活をしながら、労働許可証がないので仕方なく偽名で脚本を執筆していた。またこの時、ダニエル・ダリュー主演の『悪い種子』で監督デビュー、1934年にはコロムビア映画の製作者でドイツ時代の友人だったヨーエ・マイの招きで、まだワイルダーは英語が喋れなかったものの、ワックスマンらと共にアメリカ合衆国に渡った。

### アメリカ亡命
ニューヨーク行きの船に乗船して渡米した直後のワイルダーは、ロングアイランドに住んでいた兄の家を間借りし、ビザが切れるまでの間、コロンビア映画と6ヶ月の契約をする。その後はハリウッドの高級ホテル「シャトー・マーモント」の一室でピーター・ローレと共同生活しながら、自作の脚本を映画会社に売り込むが鳴かず飛ばずの状態だった。
1935年に脚本を売って稼いだ資金で一旦ウィーンに残してきた母親に会いに行き、自身と同じくナチスの受難を避けるためにアメリカに移住するよう説得したが、当時再婚していた母は断わり、結局これが母親との永遠の別れとなる。ビリーがアメリカ帰国後、母親と祖母、そして母親の再婚相手はアウシュヴィッツのユダヤ人強制収容所送りとなり、そこで死亡したといわれる。第二次世界大戦後、ドイツに来たビリーは赤十字を通じて母を捜すも結局は見つからず、目撃者の話から、おそらくアウシュヴィッツで殺されたのであろうということしかわからなかった（後の調査で彼女らは別々の収容所に送られ、そこで殺されたことが判明した）。
長い下積み生活の後、1937年にパラマウント映画に『シャンペン・ワルツ』の脚本を売り込みに成功。そしてパラマウント社の脚本部部長のマニー・ウルフの引き合わせで脚本家チャールズ・ブラケットと出会い、その足で映画監督でのちにワイルダーが自分の師と仰ぐエルンスト・ルビッチのところへ二人で報告に向い、その場で『青髭八人目の妻』の仕事を貰う。
ブラケットと初めて共同執筆した脚本『青髭八人目の妻』がルビッチに採用されてからは、その後ハリウッドでのワイルダー＝ブラケットのコンビは共同脚本で次々と『ニノチカ』（エルンスト・ルビッチ監督）、『ミッドナイト』（ミッチェル・ライゼン監督）、『教授と美女』（ハワード・ホークス監督）など次々とパラマウント調の傑作コメディを世に送り出し、ハリウッド一の名脚本家コンビと謳われる。

### 本格的な映画監督デビュー
映画監督に転向したきっかけは『ホールド・バック・ザ・ドーン』で以前からワイルダーとは険悪な仲だったミッチェル・ライゼン監督が主役のシャルル・ボワイエの意見で勝手に脚本を変更したことであった。これに憤慨したワイルダーは自分の脚本は自分で守らなければと思い立ち、またその当時、同じパラマウント社の脚本家だったプレストン・スタージェスが監督に転身して見事に成功していることに影響を受け、ワイルダーは1942年、『少佐と少女』でハリウッドの映画監督としてデビュー。フランスで『悪い種子』で監督デビューしてから8年後のことだった。
記念すべきハリウッド監督デビュー作の『少佐と少女』はデビュー作ながら、当時の大スターでアカデミー主演女優賞を受賞したばかりのジンジャー・ロジャースを幸運にも起用でき、まずまずの成功作となる。これ以降、脚本はブラケットとの共同で、監督はワイルダーが、製作をブラケットが担当する形で次々と作品を世に送り出す。続いてB級戦争アクション映画『熱砂の秘密』を監督、この作品の出演を機に憧れの映画監督のひとりだったエリッヒ・フォン・シュトロハイムと出会う。
そして1944年、ワイルダーの最初の大ヒット作品でフィルム・ノワールの古典的名作とされる『深夜の告白』を監督する。本作は美人の妻が夫を保険金を掛けて愛人と共謀して殺害するサスペンス映画の先駆けとなり、興業的にヒットしただけではなくワイルダーもアカデミー監督賞と脚本賞にノミネートされる。ちなみに本作の原作に関して、ブラケットは気に入らず、仕方なくワイルダーひとりで映画化することになり、共同脚本にはハードボイルドな作風で人気があった作家のレイモンド・チャンドラーが担当することになった。
1945年、『失われた週末』はアルコール依存症の恐怖を描いた最初のドラマで、当時としてはその斬新な内容から試写会は失敗し、意気消沈したワイルダーは軍の要請から、ドイツで映画に関する規則や規定作りの仕事に携わるためハリウッドを離れる。現地では軍務について、ナチスの強制収容所の様子を記録したドキュメンタリー映画の製作も手掛ける。帰国後、失敗作と思っていた『失われた週末』がアカデミー作品賞をはじめ、ワイルダー自身もアカデミー監督賞とアカデミー脚本賞を受賞、ワイルダーとしては初の受賞作となる。
受賞後は1948年にワイルダー唯一のミュージカル『皇帝円舞曲』、1949年に敗戦後のドイツを舞台にした『異国の出来事』を監督したのち、ハリウッド内幕映画の大傑作となる『サンセット大通り』を監督。往年の名女優グロリア・スワンソン他、実際のサイレント時代のスターや映画監督を起用したことで話題となり、興業的にも批評的にも大成功し、再び作品賞や監督賞などにノミネートされるが、同じ年にニューヨークの演劇界の裏側を描いたジョセフ・L・マンキーウィッツ監督の『イヴの総て』に敗れ、アカデミー脚本賞のみの受賞となった。またハリウッドの暗部を描いた作品であるだけにMGM社長のルイス・B・メイヤーはじめ、スタジオ関係者の中にはワイルダーを疎ましく思っていた人間もいた。

### コンビ解消後
『サンセット大通り』は大成功するも、本作を最後に10年以上コンビを組んでいたブラケットと離れる。元々二人は脚本執筆のために激論を飛ばして、時には取っ組み合いの喧嘩をしたこともあったというが、別れた直接の原因は私生活に関する些細な言い争いがきっかけだったという。ワイルダーはのちにこのコンビ別れの原因について「マッチの表面が擦り切れただけだ」というようなコメントをしている。ブラケットと別れたワイルダーが最初に手掛けた映画『地獄の英雄』では、マスコミの腐敗した部分を描き出すが、その過激な内容から公開直後は不入りで、長らく失敗作の烙印を押されていたが、しかし近年になって再評価が高まり、現在に至ってはアメリカ本国ではワイルダーの代表作の一つとなっている。
自信作だった『地獄の英雄』が失敗したワイルダーは一転して1953年に捕虜収容所映画の傑作『第十七捕虜収容所』、1954年に『ローマの休日』に続いてオードリー・ヘプバーンが出演したロマンティック・コメディ『麗しのサブリナ』、1955年にマリリン・モンローの地下鉄の通風孔のシーンで有名な『七年目の浮気』と次々と映画史に残る傑作を世に送り出す。1953年と1954年に連続して監督賞にノミネートされるが、受賞には至らなかった。1957年には実際にワイルダーの親友だったチャールズ・リンドバーグの自伝を映画化した『翼よ! あれが巴里の灯だ』（撮影は1955年スタジオ内で覆面試写会も同年ハンフリー・ボガート、ゲーリー・クーパーが出席している。）を監督する。
ブラケットとコンビを解消して以来、さまざまな脚本家と組むも、どれも長続きしなかったが1957年に『昼下りの情事』で初めて組んだI・A・L・ダイアモンドの才能の素晴らしさに驚嘆したワイルダーは、それ以降、ダイアモンドとコンビを組んで第二のワイルダー黄金時代を築くことになる。1958年にはアガサ・クリスティー原作の法廷映画『情婦』を監督、その誰もが予想つかないトリッキーな展開から本作は大ヒットし、クリスティーも自分の原作で映画化された作品の中で本作が一番のお気に入りだったという。
1959年にのちワイルダー映画の顔となるジャック・レモンを初めて起用した『お熱いのがお好き』、1960年に『アパートの鍵貸します』とコメディー映画史に残る作品を続けざまに監督し、特に『アパートの鍵貸します』ではアカデミー作品賞、アカデミー監督賞、アカデミー脚本賞を受賞した。1本の映画で一人の人物が3つのオスカーを受賞したのは、この時が史上初である。また『お熱いのがお好き』は2000年にアメリカン・フィルム・インスティチュートの笑える映画ベスト100の第1位に選ばれる。

### キャリア後年
この2作でワイルダーは艶笑喜劇の神様として敬われ、続いて1961年に、東西に分断された冷戦時代のドイツを舞台にしたハイテンション・コメディ『ワン・ツー・スリー』、1963年、『アパートの鍵貸します』のキャストを再び起用した『あなただけ今晩は』と傑作を発表するが、いずれも『アパートの鍵貸します』を超える成功作とはならなかった。また1964年の『ねぇ!キスしてよ』はその不道徳な内容からカトリック教会から猛烈な抗議を受け、映画も興業的に惨敗してしまう。
1966年に人情コメディ『恋人よ帰れ!我が胸に』、1970年に『シャーロック・ホームズの冒険』、1972年の『お熱い夜をあなたに』、1974年にワイルダー唯一のリメイク映画である『フロント・ページ』と年齢が60代を越えても水準以上の作品を次々と世に送り出したワイルダーだが、1981年の『バディ・バディ』を最後に映画を作ることはなくなった。しかし、本人は映画監督を完全に引退するつもりは無く、ユナイテッド・アーティスツの映画企画の審査係を務めながら次なる新作の構想を練っていたが、1978年の『悲愁』の撮影中から体調が芳しくなかったダイアモンドが1988年に死去したことで完全に引退する。
しかし、引退後もワイルダーは、1985年にアメリカ監督組合からD・W・グリフィス賞を、1986年にアメリカン・フィルム・インスティチュートから功労賞を、1988年にアカデミー授賞式でアービング・G・タルバーグ賞など、その生涯における功績を讃えられ、その他、多くの名誉賞を受賞した。また1995年には全米映画評論家協会から自分の名前を冠した第1回ビリー・ワイルダー賞を受賞する。

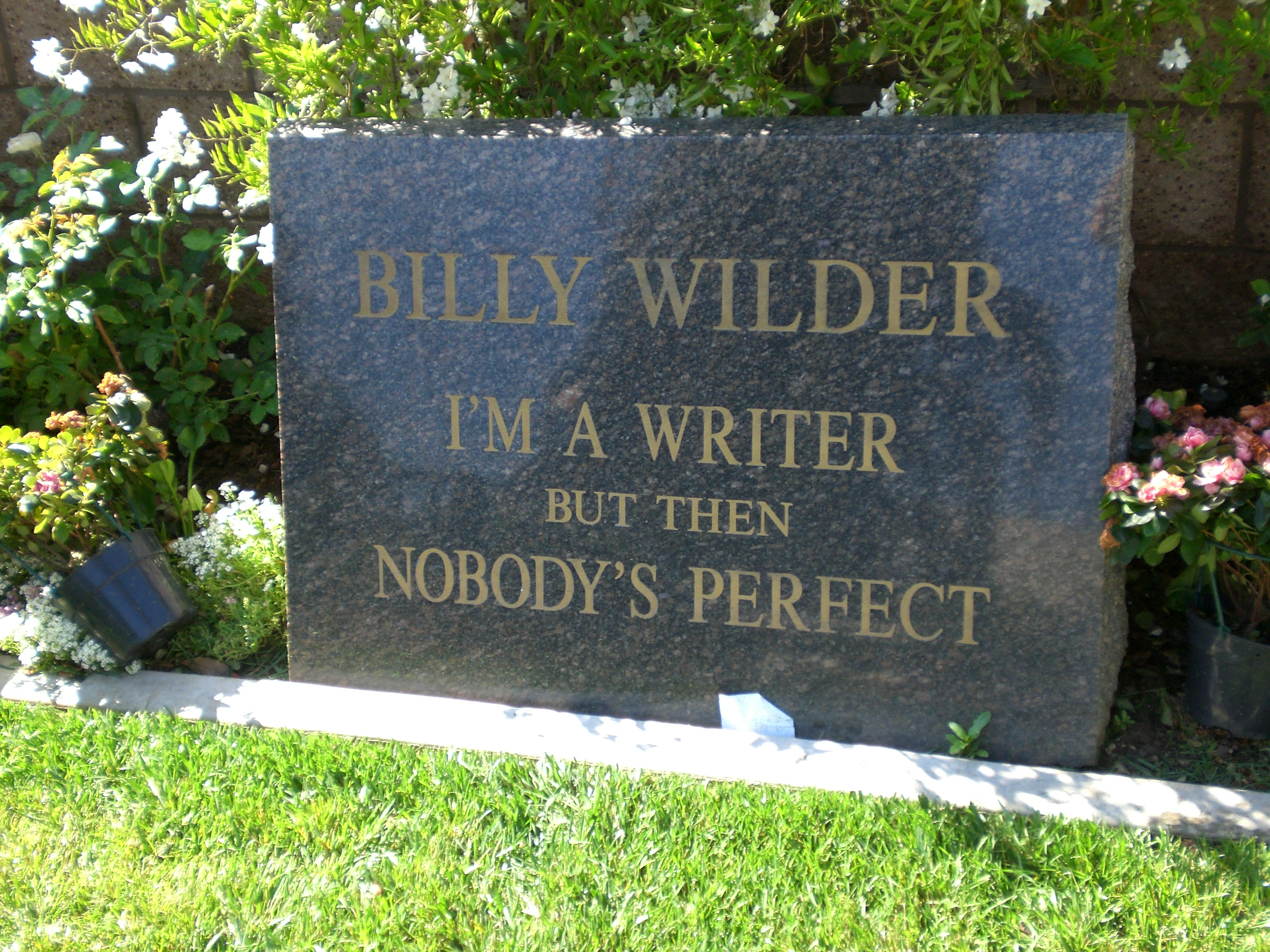
ワイルダーの墓

90歳を越えてもマスコミの前に元気な姿を見せ、2000年には『ザ・エージェント』の監督を務めたキャメロン・クロウとのインタビューを掲載した『ワイルダーならどうする?』が出版されたが、盟友ジャック・レモンが2001年に亡くなり、それから一年もたたない内にレモンの後を追うようにして2002年、カリフォルニア州・ロサンゼルスの自宅にて95歳で妻に見取られて死去、死因は肺炎だった。
アカデミー賞の常連であり、ノミネート回数は20回に及ぶ。アルフレッド・ヒッチコック、ジョン・フォードと並びハリウッドを代表する名匠のひとりだった。現在でもキャメロン・クロウをはじめ、サム・メンデスやロン・ハワードといった若い世代の監督たちからも絶大な支持があり、日本でも立川談志、三谷幸喜、和田誠、杉浦直樹、小堺一機など多くのファンがいる。

## 人物・性格
大のネクタイ嫌いで知られていた。鋭く見抜く知性と、信念とこだわりを貫く強い気質から、俳優やスタッフや製作会社上層部と口論になることも少なくなく、特にコンビを組んでいたチャールズ・ブラケットをはじめ、ワイルダー作の脚本を勝手に変更していたミッチェル・ライゼン、『深夜の告白』で共同脚本を担当した作家のレイモンド・チャンドラー、『麗しのサブリナ』に出演したハンフリー・ボガートとは険悪な仲だった。ただしボガートは死の床でワイルダーに許しを乞うて和解したという。
MGMの最高権力者であったルイス・B・メイヤーは『サンセット大通り』の試写を見て激怒。試写会のロビーで声を荒らげ、それを聞いたワイルダーはメイヤーに向かって「Fuck you」と言い返したという。
また『情婦』で共同脚色に当たったハニー・カーニッツは「仕事中のビリー・ワイルダーはハイド氏とハイド氏という二重人格になる」とコメントした。
しかし、撮影中は滅多なことでは怒鳴らず、俳優やスタッフの意見も尊重していたという。ジャック・レモンはワイルダーに関して、「実の父のようだ」と尊敬の念を述べ、同じドイツ語圏出身のマレーネ・ディートリヒは「私が最高の監督と認めるのはワイルダーとジョセフ・フォン・スタンバーグだけ」とコメントしている。
その一方で美術コレクターでも知られ、目利きとしても有名で、ワイルダーの友人である実業家リチャード・コーエンは、ワイルダーの鑑賞眼は玄人すら一目置くほどだったと語っている。1989年にコレクションがオークションに出された時の合計金額は3260万ドルという高額だったという。

## 作風
日本ではワイルダーはコメディが得意な監督と思われがちだが、初期はシリアスなドラマやサスペンスの方が多かった。また自らを職人監督と自負し、アメリカン・フィルム・インスティチュートのインタビューで「私は芸術映画は作らない。映画を撮るだけだ」と明言し、生涯、娯楽映画に徹した。
ワイルダー作品の特徴して、変装をよく題材に取り上げていることが挙げられるが、インタビュー本「ワイルダーならどうする？」では、その理由としてワイルダーはフェレンツ・モルナール原作の舞台劇『近衛兵』からインスピレーションを受けたと語っている。また回想形式の作品が多く、回想形式でなくとも映画の導入部にナレーションを使うことが多かった。
脚本家出身の映画監督だけあって、全作品の脚本を担当した（但し全て共同脚本。単独脚本はドイツ時代にしか書いていない）が、その作品数の3分の1がオリジナル脚本ではなく、舞台劇か小説の映画化作品だった。そのため、全てオリジナル脚本だったプレストン・スタージェスが早くから失速したのに比べ、ワイルダーはすでに構成や台詞が練られている作品を手掛けた結果、スタージェスのように才能が枯渇することなく半世紀近くに及ぶ息の長い監督人生を送ることになった。
ヨーロッパ出身の人物だけに作品も以前在住したことのあるパリ（『麗しのサブリナ』、『翼よ! あれが巴里の灯だ』、『昼下りの情事』、『あなただけ今晩は』）やベルリン（『異国の出来事』、『ワン・ツー・スリー』）などをはじめ、ロンドン（『情婦』、『シャーロック・ホームズの冒険』）、イタリア（『お熱い夜をあなたに』）、ギリシア（『悲愁』）などヨーロッパを舞台にした作品が多い。
またキャスティングも非常に凝っており、往年の大女優の悲劇を描いた『サンセット大通り』は実際にサイレント映画の大スターだったグロリア・スワンソンをはじめ、スワンソン扮する大女優を育てた映画監督役として実際、スワンソンの主演映画を手掛けたエリッヒ・フォン・シュトロハイムやセシル・B・デミルを起用、他にもバスター・キートンなど多くのサイレント映画スターをカメオ出演させた。これ以外にも、禁酒法時代が舞台の『お熱いのがお好き』ではギャング役に当時のギャング映画スターだったジョージ・ラフトを起用、『ねぇ！キスしてよ』では酒と女が好きなラスベガスの人気歌手役にディーン・マーティンを出演（役名のディノは実際、マーティンの愛称）させるなど、俳優の地で行くようなキャスティングをするのを好んだ。
7回とワイルダー映画最多出演を誇るジャック・レモンをはじめ、ウィリアム・ホールデン（4回）、ウォルター・マッソー（3回）、オードリー・ヘプバーン、マリリン・モンロー、シャーリー・マクレーン、マレーネ・ディートリヒ、エリッヒ・フォン・シュトロハイム、レイ・ミランド、フレッド・マクマレー（以上2回）など同じ俳優を何度も作品に起用した。『情婦』に弁護士役で出演したチャールズ・ロートンに関しては、『情婦』での演技に感銘したワイルダーが『あなただけ今晩は』でバーテンダー役として再び起用しようとしたが、撮影直前にロートンが死去したため、実現には至らなかった。

## 結婚生活
最初の妻とは1936年に結婚し、2人の子供を儲けるが、1人は生まれてまもなく死亡。ワイルダーが戦後、軍の仕事でヨーロッパに行ったことがきっかけで次第に夫婦関係の方もギクシャクし、ワイルダーもアメリカに帰国しても家には帰らず結局は離婚する。2番目の妻となるオードリー・ヤングは元々トミー・ドーシー楽団の専属歌手でたまたまパラマウント映画に雇われて『失われた週末』に主役のレイ・ミランドがつまみ出されるバーの帽子預かり係として出演したところ、その当時、離婚間近だったワイルダーが一目惚れし、1949年に結婚。以来、結婚生活はワイルダーが亡くなるまで半世紀も続く、ハリウッド一のおしどり夫婦として知られた。

## エピソード
- 1925年から1926年頃、„Die Stunde“紙の記者だった時期に、クリスマス号の記事で「イタリアの新しい政治動向についてどう思うか」という質問に答えてもらうため、精神分析の創始者であるジークムント・フロイトのウィーンの自宅兼診察所を訪ね、メイドから客間に通されたものの、新聞記者嫌いだったフロイトから「新聞記者? 帰りたまえ!」の一言で即刻追い返された。記者時代、リヒャルト・シュトラウスやアルトゥル・シュニッツラーにも会っている[4]。

- 渡米後、切れたビザを更新するために、国境付近の米国領事館に赴くも、書類の不備からなかなかビザの発行がおりずに絶望的になっていた時、副領事から「仕事は何をしているのか?」と尋ねられ、ワイルダーはつたない英語で「映画の脚本家です（Write Movies.）」と答えると、副領事は「いいシナリオを書きたまえ」と言ってパスポートにスタンプを押してくれたという。以来、ワイルダーは副領事の言葉通り、いいシナリオを書くようベストを尽くしたという。ワイルダーはその後、1987年度のアカデミー賞でアーヴィン・タールバーグ賞を受賞した際のスピーチで、これらのエピソードを披露し[5]、会場の喝采を浴びた。

- 英語が全く出来なかったことから、毎日20語の英単語を暗記して、一日中部屋にこもってラジオを聴くなどかなりの勉強家だった。しかしその後、言葉のセンスを磨くのに役立ったと言われている。ただし、英語脚本で単独執筆した作品はない。三十数年ぶりにドイツ映画に帰還しての(監督としては初)『悲愁』は英語作品だったが、やはりダイアモンドとの共同脚本である。

- エルンスト・ルビッチを自らの師と仰ぎ、また自分が最も影響を受けた映画監督であると明言しているワイルダーは、自分のオフィスにソール・スタインバーグがデザインした「ルビッチならどうする？(How would Lubitsch have done it？)」という看板を掲げ、創作活動を励んでいたという[6]。

- 母親をアウシュヴィッツで亡くしていることから、自身の最後の作品として『シンドラーのリスト』の映画化に積極的だったワイルダーだが、同じく映画化に積極的だったスティーヴン・スピルバーグと話し合いをして、結局、スピルバーグが映画化権を獲得し、ワイルダーが身を引く形となった[2]。

- 映画監督のウィリアム・ワイラーとよく名前を混同されることが多く、間違われた際、ワイルダーが「モネ、マネ、違いはないじゃないか」と冗談めいて言ったというが、実際、ワイラーとは個人的にも親しく、お互いの作品について論じ合う仲で、ワイルダーはワイラー作品のお気に入りとして『我等の生涯の最良の年』を挙げている。

- 1960年代後半のアメリカン・ニューシネマについても「私はハル・アシュビーを全面的に支持していた。もうこの世にはいないがね。（中略）でも彼は優れた監督だった」と言及している。

- ワイルダー映画では出演者が撮影中に病気や怪我などのアクシデントで倒れるケースが何故か多く、例えば『ワン・ツー・スリー』ではホルスト・ブッフホルツが交通事故で入院して撮影が中断、『ねぇ!キスしてよ』ではピーター・セラーズが撮影中に心臓発作で倒れ、仕方なく代役としてレイ・ウォルストンを起用、『恋人よ帰れ!わが胸に』では今度はウォルター・マッソーが倒れ、この場合は数週間で退院となったので、マッソーのまま撮影が続行された。他にも『アパートの鍵貸します』のポール・ダグラスや『あなただけ今晩は』のチャールズ・ロートンなどキャスティングが決まった直後に急死してしまったケースもあった。

### 日本との関わり等
- キャメロン・クロウとのインタビュー本「ワイルダーならどうする？」であり[要校閲]、2000年にテレビ番組の取材でワイルダー本人と直接インタビューした三谷幸喜[7]は、ワイルダーから「私ならこうする。ビリー・ワイルダー」と色紙に書いてもらい、額に入れて飾っているという。
- 周防正行の『Shall we ダンス?』については「大好きな映画だ。あれは他の映画のまったく正反対をいっている。妻が夫に不審の念を抱く。探偵を雇い、（中略）すばらしくおかしい。それに主人公が男としてしだいに美しくなっていくそのプロセスがいい」とのコメントを残している。
- 「映画ってのはビリー・ワイルダーのことなんだ！」とワイルダーに賛辞を贈っている、落語家の立川談志は、漫画では手塚治虫に最大の賛辞を贈っているが、ワイルダーはコメディ中心に、サスペンスから恋愛、シリアス、社会派と幅広い作品を作っているが、手塚もSFからコメディ、ヒーローもの、医療モノブラック・ジャック、少女漫画、サスペンス、少女漫画、エロチックな青年漫画など、幅広く書き、両者とも傑作を残しているなど、雑誌の福田和也との対談（Ｉｎｔｅｒｖｉｅｗ「二十世紀ハリウッドの到達、ビリー・ワイルダーの巧緻を観よ」）で、資質が似ていることを指摘した[8]。また談志は爆笑問題の太田光などにもワイルダーを推薦していた[9]。手塚の後輩の赤塚不二夫や石ノ森章太郎[10]、藤子不二雄などもワイルダーのファンである[11]。
- 井上ひさしはアンケートでワイルダーをベスト監督に入れているだけでなく、同アンケートでワイルダー論を書き、「「場」を最重要視する作家」[12]

## 代表作

### 脚本
- 1929年 悪魔の記者 - Der Teufelsreporter（脚本）
- 1929年 日曜日の人々 - Menschen am Sonntag（脚本）
- 1931年 人間廃業 - Der Mann,der seinen Morder sucht（脚本）
- 1931年 女王様御命令 - ihre hoheit befiehit（脚本）
- 1931年 浮気 - Seitensprunge（脚本）
- 1931年 にせの夫 - Der falsche Ehemann（脚本）
- 1931年 少年探偵団 - Emil und die Detektive（脚本）
- 1932年 かつてワルツありき - Es War einmal ein Walzer（脚本）
- 1932年 ブロンドの夢 - Ein blonder Traum（脚本）
- 1932年 街の子スカンポロ - Scampolo,ein kind der StraBe（脚本）
- 1932年 空の青さ - Das Blaue vom Himmel（脚本）
- 1933年 マダムは子供をお望みでない - madame Wunsht keine kinder（脚本）
- 1933年 女たちの夢見ること - Was Frauen traumen（脚本）
- 1933年 アドーラブル - Adorable（脚本）
- 1934年 刺激的な冒険 - One Exciting Adventure（脚本）
- 1934年 空飛ぶ音楽 - Music in the Air（脚本）
- 1935年 麗はしの巴里 - Lottery Lover（脚本）
- 1935年 男の魂 - Under Pressure（脚本）
- 1935年 エミールと探偵たち - Emil and the Detectives（脚本）
- 1937年 シャンパン・ワルツ - Champagne Waltz（脚本）
- 1938年 青髭八人目の妻 - Bluebeard's Eighth Wife（脚本）
- 1939年 ミッドナイト - Midnight（脚本）
- 1939年 ウォット・ア・ライフ - What a Life（脚本）
- 1939年 ニノチカ - Ninotchka（脚本）
- 1940年 リズム・オン・ザ・リバー - Rhythm on the River（脚本）
- 1940年 囁きの木陰 - Arise My Love（脚本）
- 1941年 ホールド・バック・ザ・ドーン - Hold Back the Dawn（脚本）
- 1941年 教授と美女 - Ball of Fire（脚本）
- 1942年 運命の饗宴 - Tales of Manhattan（脚本）
- 1945年 死のひきうす - Die Todesmuhlen（編集協力）
- 1947年 気まぐれ天使 - The Bishop's Wife（脚本）
- 1948年 ヒット・パレード - A Song is Born（脚本）

### 監督
- 1934年 ろくでなし - Mauvaise Graine（脚本・監督）
- 1942年 少佐と少女 - The Major and the Minor（脚本・監督）
- 1943年 熱砂の秘密 - Five Graves to Cairo（脚本・監督）
- 1944年 深夜の告白 - Double Indemnity（脚本・監督）
- 1945年 失われた週末 - The Lost Weekend（脚本・監督）
- 1948年 皇帝円舞曲 - The Emperor Waltz（脚本・監督）
- 1948年 異国の出来事 - A Foreign Affair（脚本・監督）
- 1950年 サンセット大通り - Sunset Blvd.（脚本・監督）
- 1951年 地獄の英雄 - Ace in the Hole（脚本・監督・製作）
- 1953年 第十七捕虜収容所 - Stalag 17（脚本・監督・製作）
- 1954年 麗しのサブリナ - Sabrina（脚本・監督・製作）
- 1955年 七年目の浮気 - The Seven Year Itch（脚本・監督・製作）
- 1957年 翼よ! あれが巴里の灯だ - The Spirit of St. Louis（脚本・監督）
- 1957年 昼下りの情事 - Love in the Afternoon（脚本・監督・製作）
- 1958年 情婦 - Witness for the Prosecution（脚本・監督・製作）
  - 原作：アガサ・クリスティ戯曲『検察側の証人』
- 1959年 お熱いのがお好き - Some Like It Hot（脚本・監督・製作）
- 1960年 アパートの鍵貸します - The Apartment（脚本・監督・製作）
- 1961年 ワン・ツー・スリー - One, Two, Three（脚本・監督・製作）
  - リバイバル公開時の題名『ワン・ツー・スリー ラブ・ハント作戦』
- 1963年 あなただけ今晩は - Irma la Douce（脚本・監督・製作）
- 1964年 ねぇ!キスしてよ - Kiss Me, Stupid（脚本・監督・製作）
- 1966年 恋人よ帰れ!我が胸に - The Fortune Cookie（脚本・監督・製作）
- 1970年 シャーロック・ホームズの冒険 - The Private Life of Sherlock Holmes（脚本・監督・製作）
- 1972年 お熱い夜をあなたに - Avanti!（脚本・監督・製作）
- 1974年 フロント・ページ - The Front Page（脚本・監督）
- 1978年 悲愁 - Fedora（脚本・監督・製作）
- 1981年 バディ・バディ - Buddy Buddy（脚本・監督）
  - ビデオ発売時の題名は『新・おかしな二人 バディ・バディ』

## 受賞歴
※監督作品の作品賞受賞・ノミネートも含む。
| 賞                                   | 年     | 部門                                | 作品名                                | 結果       |
| ------------------------------------ | ------ | ----------------------------------- | ------------------------------------- | ---------- |
| アカデミー賞                         | 1939年 | 脚色賞                              | 『ニノチカ』                          | ノミネート |
| アカデミー賞                         | 1941年 | 脚色賞                              | 『Hold Back the Dawn』                | ノミネート |
| アカデミー賞                         | 1941年 | 原案賞                              | 『教授と美女』                        | ノミネート |
| アカデミー賞                         | 1944年 | 作品賞                              | 『深夜の告白』                        | ノミネート |
| アカデミー賞                         | 1944年 | 監督賞                              | 『深夜の告白』                        | ノミネート |
| アカデミー賞                         | 1944年 | 脚色賞                              | 『深夜の告白』                        | ノミネート |
| アカデミー賞                         | 1945年 | 作品賞                              | 『失われた週末』                      | 受賞       |
| アカデミー賞                         | 1945年 | 監督賞                              | 『失われた週末』                      | 受賞       |
| アカデミー賞                         | 1945年 | 脚色賞                              | 『失われた週末』                      | 受賞       |
| アカデミー賞                         | 1948年 | 脚色賞                              | 『異国の出来事』                      | ノミネート |
| アカデミー賞                         | 1950年 | 作品賞                              | 『サンセット大通り』                  | ノミネート |
| アカデミー賞                         | 1950年 | 監督賞                              | 『サンセット大通り』                  | ノミネート |
| アカデミー賞                         | 1950年 | 脚本賞                              | 『サンセット大通り』                  | 受賞       |
| アカデミー賞                         | 1951年 | 脚本賞                              | 『地獄の英雄』                        | ノミネート |
| アカデミー賞                         | 1953年 | 監督賞                              | 『第十七捕虜収容所』                  | ノミネート |
| アカデミー賞                         | 1954年 | 監督賞                              | 『麗しのサブリナ』                    | ノミネート |
| アカデミー賞                         | 1954年 | 脚色賞                              | 『麗しのサブリナ』                    | ノミネート |
| アカデミー賞                         | 1957年 | 作品賞                              | 『情婦』                              | ノミネート |
| アカデミー賞                         | 1957年 | 監督賞                              | 『情婦』                              | ノミネート |
| アカデミー賞                         | 1959年 | 監督賞                              | 『お熱いのがお好き』                  | ノミネート |
| アカデミー賞                         | 1959年 | 脚色賞                              | 『お熱いのがお好き』                  | ノミネート |
| アカデミー賞                         | 1960年 | 作品賞                              | 『アパートの鍵貸します』              | 受賞       |
| アカデミー賞                         | 1960年 | 監督賞                              | 『アパートの鍵貸します』              | 受賞       |
| アカデミー賞                         | 1960年 | 脚本賞                              | 『アパートの鍵貸します』              | 受賞       |
| アカデミー賞                         | 1966年 | 脚本賞                              | 『恋人よ帰れ!わが胸に』               | ノミネート |
| アカデミー賞                         | 1987年 | アービング・G・タルバーグ賞         |                                       | 受賞       |
| カンヌ国際映画祭                     | 1945年 | パルム・ドール                      | 『失われた週末』                      | 受賞       |
| ゴールデングローブ賞                 | 1945年 | 作品賞                              | 『失われた週末』                      | 受賞       |
| ゴールデングローブ賞                 | 1945年 | 監督賞                              | 『失われた週末』                      | 受賞       |
| ゴールデングローブ賞                 | 1950年 | 作品賞                              | 『サンセット大通り』                  | 受賞       |
| ゴールデングローブ賞                 | 1950年 | 監督賞                              | 『サンセット大通り』                  | 受賞       |
| ゴールデングローブ賞                 | 1950年 | 脚本賞                              | 『サンセット大通り』                  | ノミネート |
| ゴールデングローブ賞                 | 1957年 | 作品賞 (ミュージカル・コメディ部門) | 『昼下りの情事』                      | ノミネート |
| ゴールデングローブ賞                 | 1957年 | 作品賞 (ドラマ部門)                 | 『情婦』                              | ノミネート |
| ゴールデングローブ賞                 | 1957年 | 監督賞                              | 『情婦』                              | ノミネート |
| ゴールデングローブ賞                 | 1959年 | 作品賞 (ミュージカル・コメディ部門) | 『お熱いのがお好き』                  | 受賞       |
| ゴールデングローブ賞                 | 1960年 | 作品賞 (ミュージカル・コメディ部門) | 『アパートの鍵貸します』              | 受賞       |
| ゴールデングローブ賞                 | 1960年 | 監督賞                              | 『アパートの鍵貸します』              | ノミネート |
| ゴールデングローブ賞                 | 1961年 | 作品賞 (ミュージカル・コメディ部門) | 『ワン、ツー、スリー/ラブハント作戦』 | ノミネート |
| ゴールデングローブ賞                 | 1963年 | 作品賞 (ミュージカル・コメディ部門) | 『あなただけ今晩は』                  | ノミネート |
| ゴールデングローブ賞                 | 1972年 | 作品賞 (ミュージカル・コメディ部門) | 『お熱い夜をあなたに』                | ノミネート |
| ニューヨーク映画批評家協会賞         | 1945年 | 作品賞                              | 『失われた週末』                      | 受賞       |
| ニューヨーク映画批評家協会賞         | 1945年 | 監督賞                              | 『失われた週末』                      | 受賞       |
| ニューヨーク映画批評家協会賞         | 1960年 | 作品賞                              | 『アパートの鍵貸します』              | 受賞       |
| ニューヨーク映画批評家協会賞         | 1960年 | 監督賞                              | 『アパートの鍵貸します』              | 受賞       |
| ニューヨーク映画批評家協会賞         | 1960年 | 脚本賞                              | 『アパートの鍵貸します』              | 受賞       |
| ナショナル・ボード・オブ・レビュー賞 | 1950年 | 作品賞                              | 『サンセット大通り』                  | 受賞       |
| ナショナル・ボード・オブ・レビュー賞 | 1994年 | ビリー・ワイルダー賞                |                                       | 受賞       |
| ナストロ・ダルジェント賞             | 1951年 | 外国監督賞                          | 『サンセット大通り』                  | 受賞       |
| ボディル賞                           | 1951年 | アメリカ映画賞                      | 『サンセット大通り』                  | 受賞       |
| ブルーリボン賞                       | 1951年 | 外国語作品賞                        | 『サンセット大通り』                  | 受賞       |
| ヴェネツィア国際映画祭               | 1952年 | 国際賞                              | 『地獄の英雄』                        | 受賞       |
| ヴェネツィア国際映画祭               | 1972年 | 栄誉金獅子賞                        |                                       | 受賞       |
| 英国アカデミー賞                     | 1959年 | 総合作品賞                          | 『お熱いのがお好き』                  | ノミネート |
| 英国アカデミー賞                     | 1960年 | 総合作品賞                          | 『アパートの鍵貸します』              | 受賞       |
| 英国アカデミー賞                     | 1994年 | フェローシップ賞                    |                                       | 受賞       |
| 全米監督協会賞                       | 1960年 | 長編映画監督賞                      | 『アパートの鍵貸します』              | 受賞       |
| 全米監督協会賞                       | 1984年 | D・W・グリフィス賞                  |                                       | 受賞       |
| ドイツ映画賞                         | 1973年 | 名誉賞                              |                                       | 受賞       |
| ドイツ映画賞                         | 1997年 | 名誉賞                              |                                       | 受賞       |
| ダヴィッド・ディ・ドナテッロ賞       | 1975年 | 外国監督賞                          | 『フロント・ページ』                  | 受賞       |
| AFI賞                                | 1986年 | 生涯功労賞                          |                                       | 受賞       |
| フォトグラマス・デ・プラータ         | 1981年 | 外国語映画賞                        | 『悲愁』                              | 受賞       |
| リンカーン・センター映画協会         | 1982年 | チャップリン賞                      |                                       | 受賞       |
| ヨーロッパ映画賞                     | 1992年 | 生涯貢献賞                          |                                       | 受賞       |
| ベルリン国際映画祭                   | 1993年 | 金熊名誉賞                          |                                       | 受賞       |
| ロサンゼルス映画批評家協会賞         | 1994年 | 生涯功労賞                          |                                       | 受賞       |

### 文献
- モーリス・ゾロトウ著、河原畑寧訳 『ビリー・ワイルダー・イン・ハリウッド』 日本テレビ、1992年11月、ISBN 4-8203-9234-4
- ヘルムート・カラゼク著、瀬川裕司訳 『ビリー・ワイルダー自作自伝』 文藝春秋、1996年1月、ISBN 4-16-351210-1
- キャメロン・クロウ著、宮本高晴訳 『ワイルダーならどうする?―ビリー・ワイルダーとキャメロン・クロウの対話』 キネマ旬報社、2000年12月、ISBN 4-87376-236-7
- シャーロット・チャンドラー著、古賀弥生訳 『ビリー・ワイルダー―生涯と作品 (叢書・20世紀の芸術と文学)』 アルファベータ、2006年5月、ISBN 4-87198-538-5

## 関連文献
- Film Noir and Billy Wilder
- American Master - Billy Wilder
- Billy Wilder Tribute at NPR